# Zostérops de Kirk
Zosterops kirki
Espèce
Statut de conservation UICN

 LC  : Préoccupation mineure

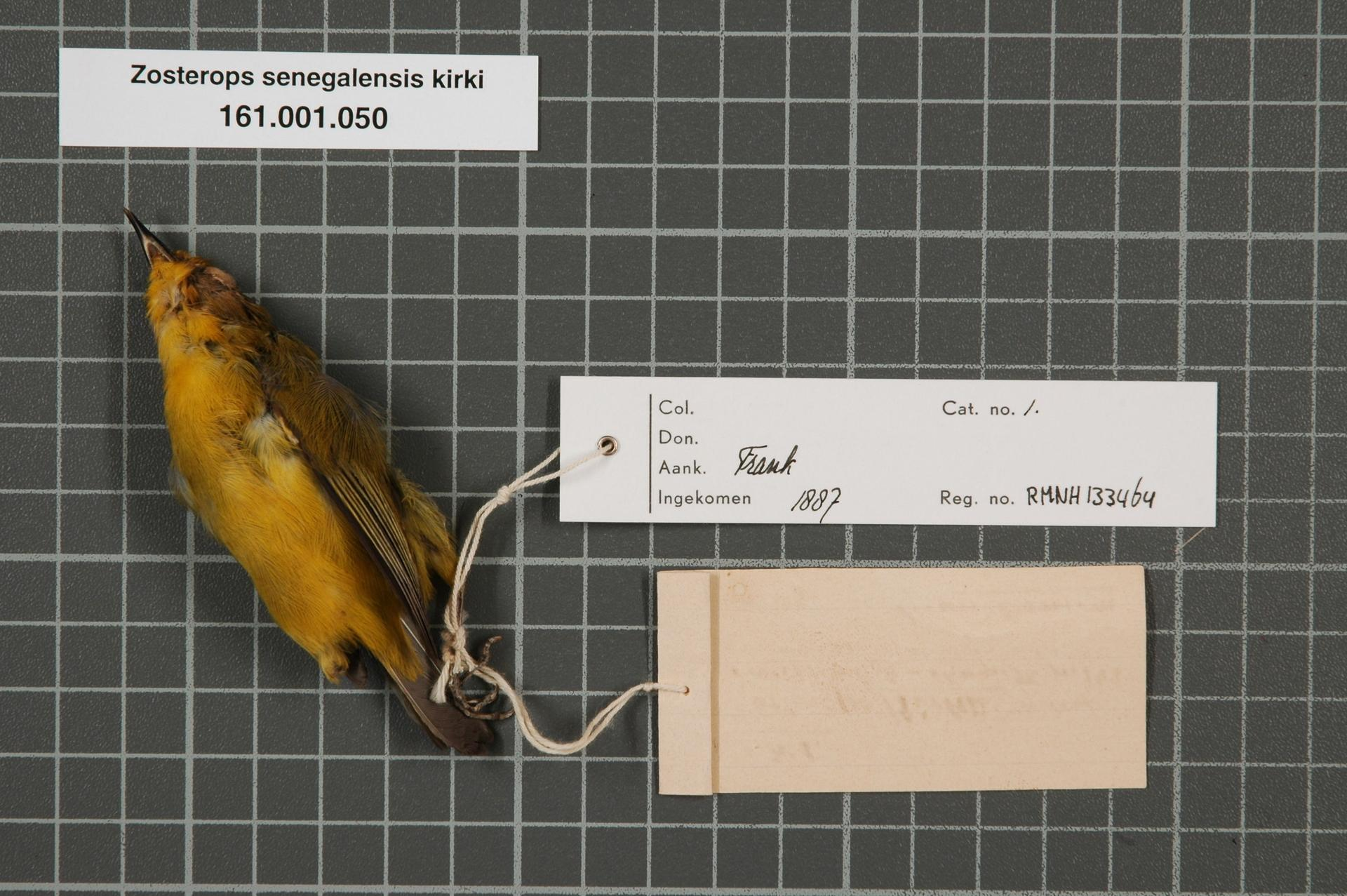
Zosterops senegalensis kirki, 1887

Le Zostérops de Kirk (Zosterops kirki) est une espèce de passereaux appartenant à la famille des Zosteropidae. C'est une espèce monotypique.
Son nom est attribué au naturaliste John Kirk (1832-1922).

## Répartition
Cet oiseau est endémique de la Grande Comore.